# Telegdi Magda
Telegdi Magda (használta a Veress Magda és Veress Zoltánné névváltozatokat is; Kolozsvár, 1937. június 5. – Stockholm, 2014. március 29.) erdélyi magyar elbeszélő, műfordító, Veress Zoltán felesége.

## Életútja
Középiskolai tanulmányait Kolozsváron végezte (1948–55), de közben politikai elítéltként két évet töltött börtönben (1952–1954), annak a rendszerellenes diákszervezkedésnek a tagjaként, amelynek elsőrendű vádlottja Palocsay Zsigmond volt. Szabadulása után érettségizett, majd tisztviselő volt egy, a Könnyűipari Minisztérium alárendeltségébe tartozó kolozsvári vállalatnál (Baza MIU), gépírónő a Korunknál (1962–69), tisztviselő az Utunknál (1984–85). 1985-ben férjével és két unokájával Svédországba távozott; Stockholmban telepedtek le, ahol a Városi Könyvtárban dolgozott 1987–2002 között; közben itt szerzett könyvtárosi szakképesítést, és innen ment nyugdíjba.
2023. június 23-án férjével együtt a kolozsvári Házsongárdi temetőben temették újra.

## Munkássága
Első novellája 1961-ben jelent meg az Igaz Szóban; riportokat, jegyzeteket, novellákat közölt az Utunkban, Előrében, Dolgozó Nőben. Ezek az írásai, különösen Útvesztő c. regénye, újdonságot jelentettek az 1960-as évek vége erdélyi magyar prózájában a bennük megelevenített nőalakok révén. Svédországban egyik alapítója a stockholmi Erdélyi Könyv Egyletnek; szerkesztője és felelős kiadója 1991–2002 között megjelent Erdély kövei és a 2003-ban indult Határtalan hazában c. sorozatainak.

## Művei
- Nyugtalan színek (novellák, Marosi Péter előszavával. Bukarest, 1966. Forrás)
- Útvesztő (regény, Bukarest, 1969)
- Gombáskönyv (Veress Magda néven, Bukarest, 1982)

## Műfordításai
- Ecaterina Oproiu: 3 x 8 meg a végtelen (Bukarest, 1977)
- Ion Agârbiceanu: Dura lex (Veress Zoltánnal, Kolozsvár, 1979)